# 波达·安瑙拉佐夫
波达·安瑙拉佐夫（俄語：Пода Аннаоразов，Poda Annaorazov；1922年-2010年），是土库曼苏维埃社会主义共和国国家和共产党的领导人，曾任土库曼斯坦共产党马雷州委员会总书记（1971年-1976年），土库曼斯坦共产党阿什哈巴德州委员会总书记（1976年-1985年），和土库曼斯坦共产党中央委员。
安瑙拉佐夫出生于1922年，是一名土庫曼人，曾在塔什干高等党校接受过高等教育。他在1946年加入了苏联共产党。
他于1941年从医疗助理培训学校毕业后，当上了阿什哈巴德市政府卫生官员的助手。1941年至1946年间，他在红军中服役。1947年起，他开始担任共青团的阿什哈巴德州委员会的秘书，而在1950年，他又担任起土库曼斯坦共青团中央委员会秘书。1954至1958年间，他担任共和国劳工储备部副部长，后在1962年上任土库曼斯坦共产党中央委员会第一副主席。九年后，他成为了土库曼斯坦共产党马雷州委员会总书记，任期为五年。之后，他担任土库曼斯坦共产党阿什哈巴德州委员会总书记，任期为九年。
安瑙拉佐夫是来自土库曼苏维埃社会主义共和国的最高苏维埃民族院（第九届至第十一届）成员（1974年-1989年）。他曾作为土库曼苏维埃社会主义共和国第438号萨卡尔-恰金选区的候选人，当选为第九届最高苏维埃成员。安瑙拉佐夫还是民族院公共教育、科学和文化委员会成员。